# Лоїк Бессіле
Лоїк Бессіле (фр. Loïc Bessilé, нар. 19 лютого 1999, Тулуза, Франція) — тоголезький футболіст, захисник бельгійського клубу «Шарлеруа» та національної збірної Того.

## Ігрова кар'єра

### Клубна
Лоїк Бессіле народився у Франції у місті Тулуза. У 2009 році він потрапив до футбольної академії місцевого однойменного клуба. З 2016 року футболіст почав виступи за другу клубну команду але далі дублю продвинутися не зумів і в 2019 році перейшов до клубу «Бордо». У липні 2020 року Бессіле підписав з клубом свій перший професійний контракт. А навесні 2021 року дебютував в основі у матчах чемпіонату Франції. Але та гра так і залишилася єдиною для футболіста в першій команді.
Не маючи подальших перспектив в «Бордо», Бессіле влітку 2021 року перебрався до Бельгії, де приєднався до клубу чемпіонату Бельгії «Шарлеруа». Другу половину сезону 2022/23 захисник провів, граючи в оренді у клубі «Ейпен».

### Збірна
Лоїк Бессіле народився у Франції і має камерунське та тоголезьке коріння. З 2015 року він почав виступати за юнацькі збірні Франції.
Та в жовтні 2020 року футболіст погодився на пропозицію від федерації футболу Того і в матчі проти Судану дебютував у складі національної збірної Того.